# Campeonato Mundial de Peso Completo de la UWA
El Campeonato Mundial de Peso Completo de la UWA (UWA World Heavyweight Championship en inglés) fue un campeonato mundial de lucha libre profesional dentro de la extinta Universal Wrestling Association. Es el campeonato de mayor importancia dentro de la empresa. En el pasado, el título fue defendido en el Consejo Mundial de Lucha Libre (CMLL) y Asistencia Asesoría y Administración (AAA) cuando el campeón trabajó para esas compañías. Lou Thesz fue el primer Campeón Mundial de Peso Completo de la UWA, después de haber sido galardonado con el título después de luchar contra Mil Máscaras a un sorteo en el primer show de UWA.

## Historia
Originalmente fue promovido por la Universal Wrestling Association hasta el año de su cierre (1995) y desde entonces se defendió en el circuito independiente mexicano hasta 1999 cuando fue utilizado por el Consejo Mundial de Lucha Libre (CMLL) y Asistencia Asesoría y Administración (AAA) en los casos en donde el actual campeón trabajó en nombre de estas federaciones.
El Canek, por ejemplo, además de haberlo tenido 15 veces, fue el campeón que mantuvo el título activo incluso después del cierre de UWA.

## Lista de campeones
|    | Luchador              | N.º | Fecha                    | Días | Show o evento       | Notas y referencias |
| -- | --------------------- | --- | ------------------------ | ---- | ------------------- | --- |
| 1  | Lou Thesz             | 1   | 15 de agosto de 1977     | 377  | House Show          | Derrotó a Mil Máscaras para ser el primer campeón. |
| 2  | Canek                 | 1   | 27 de agosto de 1978     | 539  | House Show          | |
| 3  | Tiger Jeet Singh      | 1   | 17 de febrero de 1980    | 56   | House Show          | |
| 4  | Antonio Inoki         | 1   | 13 de abril de 1980      | 194  | House Show          | |
| 5  | Tiger Jeet Singh      | 2   | 24 de octubre de 1980    | 114  | House Show          | |
| 6  | Canek                 | 2   | 15 de febrero de 1981    | 523  | House Show          | |
| 7  | Riki Choshu           | 1   | 23 de julio de 1982      | 65   | House Show          | |
| 8  | Canek                 | 3   | 26 de septiembre de 1982 | 219  | House Show          | |
| 9  | Tatsumi Fujinami      | 1   | 1 de mayo de 1983        | 42   | House Show          | |
| 10 | Canek                 | 4   | 12 de junio de 1983      | 252  | House Show          | |
| —  | Vacante               | —   | 4 de octubre de 1983     | —    | N/A                 | Debido a que Canek dejó el título para hacer una gira extendida de lucha libre en Japón. El recorrido se interrumpe y Canek regresa a tiempo para el torneo. |
| 11 | Enrique Vera          | 1   | 23 de octubre de 1983    | 126  | House Show          | Derrotó a Canek y Dos Caras por el campeonato vacante. |
| 12 | Dos Caras             | 1   | 26 de febrero de 1984    | 119  | House Show          | |
| 13 | Canek                 | 5   | 24 de junio de 1984      | 310  | House Show          | |
| 14 | Scorpio               | 1   | 30 de abril de 1985      | 61   | House Show          | |
| 15 | Canek                 | 6   | 30 de junio de 1984      | 548  | House Show          | |
| 16 | Dos Caras             | 2   | 30 de diciembre de 1986  | N/A  | House Show          | |
| 17 | Canek                 | 7   | Abril de 1987            | N/A  | House Show          | |
| 18 | The Killer            | 1   | 1987                     | N/A  | House Show          | |
| 19 | Canek                 | 8   | 1987                     | N/A  | House Show          | |
| 20 | Perro Aguayo          | 1   | 4 de marzo de 1988       | 62   | House Show          | |
| 21 | Canek                 | 9   | 5 de mayo de 1988        | 566  | House Show          | |
| 22 | Big Van Vader         | 1   | 22 de noviembre de 1989  | 382  | House Show          | |
| 23 | Canek                 | 10  | 9 de diciembre de 1990   | 420  | House Show          | |
| 24 | Dos Caras             | 3   | 2 de febrero de 1992     | 154  | House Show          | |
| 25 | Canek                 | 11  | 5 de julio de 1992       | 210  | House Show          | |
| 26 | Vampire Casanova      | 1   | 31 de enero de 1993      | 322  | House Show          | |
| 27 | Canek                 | 12  | 19 de diciembre de 1993  | 75   | House Show          | |
| 28 | Yamato                | 1   | 14 de marzo de 1994      | 4    | House Show          | |
| 29 | Canek                 | 13  | 18 de marzo de 1994      | 1976 | House Show          | La UWA cerró en 1995, sin embargo, el título continuó defendiéndose en otras promociones.                                                                    |
| 30 | Cadaver de Ultratumba | 1   | 15 de agosto de 1999     | 22   | House Show          | |
| 31 | Canek                 | 14  | 6 de septiembre de 1999  | 867  | AAA Sin Límite      | |
| 32 | Cibernético           | 1   | 20 de enero de 2002      | 299  | AAA Sin Límite      | |
| 33 | Canek                 | 15  | 15 de noviembre de 2002  | 581  | AAA Sin Límite      | |
| 34 | Dr. Wagner Jr.        | 1   | 18 de junio de 2004      | 0    | Infierno en el Ring | |
| —  | Retirado              | —   | 18 de junio de 2004      | —    | —                   | Con el paso de tiempo, no se volvió a defender el título por lo que fue retirado.                                                                            |